# Dalibor Đapa
Dalibor Đapa (in serbo Далибор Ђапа?; Šabac, 23 ottobre 1984) è un cestista serbo.